# TFIDF
TFIDF (ang. TF – term frequency, IDF – inverse document frequency) – ważenie częstością termów – odwrotna częstość w dokumentach – jedna z metod obliczania wagi słów na podstawie liczby ich wystąpień, należąca do grupy algorytmów obliczających statystyczne wagi termów. Każdy dokument reprezentowany jest przez wektor, składający się z wag słów występujących w tym dokumencie. TFIDF informuje o częstości wystąpienia termów uwzględniając jednocześnie odpowiednie wyważenie znaczenia lokalnego termu i jego znaczenia w kontekście pełnej kolekcji dokumentów.
Algorytm stosowany jako metoda oceny relewantności dokumentu w wyszukiwaniu informacji, w szczególności stosowany w wyszukiwarkach internetowych, kolejnym zastosowaniem jest ocena podobieństwa dokumentów w systemach grupowania wyników oraz systemach typu antyplagiat.
Wartość TF-IDF oblicza się ze wzoru:
{\displaystyle \mathrm {(tf{\text{-}}idf)_{i,j}} =\mathrm {tf_{i,j}} \times \mathrm {idf_{i}} ,}
gdzie {\displaystyle \mathrm {tf_{i,j}} } to tzw. „term frequency”, wyrażana wzorem:
{\displaystyle \mathrm {tf_{i,j}} ={\frac {n_{i,j}}{\sum _{k}n_{k,j}}},}
gdzie {\displaystyle n_{i,j}} jest liczbą wystąpień termu {\displaystyle (t_{i})} w dokumencie {\displaystyle d_{j},} a mianownik jest sumą liczby wystąpień wszystkich termów w dokumencie {\displaystyle d_{j}.}
Wielkość {\displaystyle \mathrm {idf_{i}} } to „inverse document frequency” wyrażana wzorem:
{\displaystyle \mathrm {idf_{i}} =\log {\frac {|D|}{|\{d:t_{i}\in d\}|}},}
gdzie:
{\displaystyle |D|} – liczba dokumentów w korpusie,
{\displaystyle |\{d:t_{i}\in d\}|} – liczba dokumentów zawierających przynajmniej jedno wystąpienie danego termu.